# Steve Kroll
Steve Kroll (* 7. Mai 1997 in Berlin) ist ein ehemaliger deutscher Fußballtorwart und heutiger -trainer. Er ist Torwarttrainer im Nachwuchsleistungszentrum des SV Darmstadt 98.

## Karriere
Der gebürtige Berliner begann bereits als Vierjähriger beim Brandenburger Klub RSV Waltersdorf 09 mit dem Fußballspielen. Über die Jugendmannschaften des 1. FC Union Berlin kam er 2014 in den Kader der ersten Mannschaft, lief jedoch nur für die mittlerweile abgemeldete Reserve auf. In der Saison 2014/15 kam er dort auf 23 Einsätze. In der nächsten Saison wurde er nur in zwei Spielen der A-Junioren-Bundesliga eingesetzt. Nach einer Leihe zum Südwest-Regionalligisten Wormatia Worms in der Saison 2016/17 verpflichteten ihn die Wormser für die darauffolgende Saison fest. In der Saison kam er auf 27 Ligaeinsätze und fünf Pokalspiele.
Nach Ablauf seines Vertrages unterschrieb Kroll im Juli 2018 einen bis 2020 gültigen Vertrag beim Drittligisten Sportfreunde Lotte und ging mit den Westfalen als neuer Stammtorhüter in die Drittligasaison 2018/19; Kroll stand in allen 38 Spielen über die volle Zeit zwischen den Pfosten.
Nach dem Abstieg der Sportfreunde löste der Torhüter im Frühjahr 2019 seinen Vertrag auf und unterschrieb einen Einjahresvertrag bei der SpVgg Unterhaching. Dort war er jedoch nur zweiter Torwart hinter Nico Mantl, den er am 20. Spieltag beim 1:1 gegen den 1. FC Kaiserslautern erstmals vertrat. Insgesamt spielte er in der Spielzeit 2019/20 drei Drittligaspiele und vier Pokalspiele im Bayerischen Toto-Pokal, da er dort bis zum Ausscheiden im Viertelfinale als erster Torwart agierte. In der Saison 2020/21 kam er erneut auf drei Spiele in der dritten Liga, jedoch stand Unterhaching zum Ende der Saison auf dem letzten Tabellenplatz in der Liga und stieg damit in die Regionalliga ab.
Zur Saison 2021/22 wechselt er als dritter Torwart zum deutschen Zweitligisten SV Darmstadt 98. Er unterschrieb einen Vertrag bis Juni 2023. In seiner ersten Saison unter Torsten Lieberknecht blieb er ohne Saisoneinsatz und stand in vier Spielen im Kader. Die Mannschaft erreichte in der Liga den vierten Platz. Mit Ablauf der Saison 2022/23 beendete Kroll seine Karriere als aktiver Spieler, verblieb jedoch bei Darmstadt 98 in der Funktion als U19-Torwarttrainer.
Ab dem 30. Spieltag der Saison 2024/25 saß Kroll bei den Zweitligaspielen auf der Bank, nachdem sich der Ersatztorhüter Alexander Brunst verletzt hatte.

## Privates
Kroll ist verheiratet und Vater von zwei Söhnen. Er ist Fan des 1. FC Union Berlin.